# Acta constitutiva y de reformas de 1847
El Acta constitutiva y de reformas de 1847 es un documento que restaura el federalismo en México, y por ende la Constitución de 1824, eliminado por las Siete Leyes publicadas en 1836. El acta es, en cierto sentido, el documento fundador de la Tercera República Mexicana aunque este sea más bien una prolongación de la primera.

## Antecedentes
Durante el tiempo en que esta acta fue elaborada, México se encontraba en medio del caos, la Guerra Estados Unidos-México (1846-1848) tenía al límite al ejército, y los opositores al régimen también protestaban. 
El Gobierno tenía que actuar para pacificar el país y tratar de ganar la guerra o al menos detenerla sin más daños. Conscientes de que necesitaban urgentemente, deciden restaurar el federalismo para al menos unir al país en esos momentos difíciles.

## Contenido del Acta de Reforma
Promulgada el 21 de mayo de 1847, el Acta tiene un preámbulo en que se recuerda la acción que dio origen a los Estados Unidos Mexicanos, el deseo de unirse, y que por eso se firmó el Acta Constitutiva de la Federación Mexicana y se elaboró la Constitución de 1824, que dicho deseo no se había podido socavar con el cambio de Constitución y que por eso los Departamentos (que desde el inicio del acta se denominan como Estados) deciden restablecer la República Federal.
Después, viene el Acta de Reformas donde se garantizan derechos y reforman algunas disposiciones de la Constitución. Finalmente el Acta menciona a todos los signatarios.